# رنگ سیاه بزن
رنگ سیاه بزن (به انگلیسی: Paint It, Black) ترانه‌ای از گروه انگلیسی رولینگ استونز است که در ماه مه ۱۹۶۶ در قالب اولین تک‌آهنگ چهارمین آلبوم استودیویی آن‌ها با نام پیامدها منتشر شد. نام ترانه در ابتدا «Paint It Black» (بدون کاما) بود و به گفتهٔ کیث ریچاردز، دست‌اندرکاران دِکا رکوردز کاما را بعداً به عنوان افزودند به معنی «رنگ بزن، سیاه». «رنگ سیاه بزن» در زمان انتشارش در بریتانیا جایگاه نخست «جدول پرفروش‌ترین تک‌آهنگ‌های روز» و در آمریکا ردهٔ یکم بیلبورد هات ۱۰۰ را به‌خود اختصاص داد.
وب‌گاه آل‌میوزیک از «رنگ سیاه بزن» به‌عنوان یکی از بهترین آثار رولینگ استونز یاد کرده و ریف اصلی ترانه-که برایان جونز آن را با سیتار نواخته-را تاثیرگذارترین استفاده از آلات موسیقی هندی در یک قطعهٔ راک دانسته‌است.
مجلهٔ رولینگ استون در سال ۲۰۰۴ و در رده‌بندی «۵۰۰ ترانهٔ برتر همهٔ دوران» جایگاه ۱۷۴اُم را به «رنگ سیاه بزن» اختصاص داد.

## پی‌نوشت
1. ↑  Aftermath